# Zábřezí
Zábřezí je jižní část obce Zábřezí-Řečice v okrese Trutnov. V roce 2009 zde bylo evidováno 53 adres. V roce 2001 zde trvale žilo 102 obyvatel.
Zábřezí je také název katastrálního území o rozloze 2,45 km2. V katastrálním území Zábřezí leží i Řečice.

## Historie
První písemná zmínka o obci pochází z roku 1238.

## Pamětihodnosti
- Smírčí kříž